# ریسه‌داران

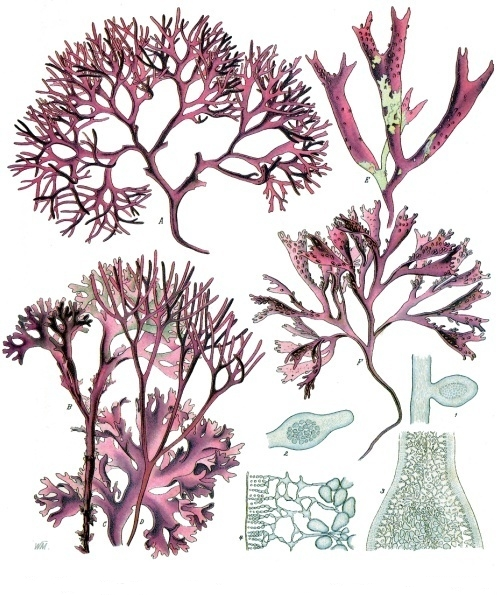
برش طولی و عرضی یک لوب

ریسه‌داران یا تالوفیت‌ها (Thallophytes) یکی از چهار شاخهٔ اصلی گیاهان هستند که به صورت تک سلولی‌های مستقل زندگی می‌کنند. به توده آنها ریسه گفته می‌شود. ریسه بافت تلقی نمی‌شود.
گیاهانی که در این گروه قرار می‌گیرند، ریشه و ساقه و برگ ندارند و دستگاه رویندگی آنان به یک ریسه منحصر می‌شود. از ریسه داران می‌توان جلبک‌ها، قارچ‌ها، گلسنگ‌ها و باکتری‌های میکروسکوپی را نام برد. جلبک‌ها دارای کلروفیل هستند و غذای خود را از طریق فتوسنتز می‌سازند.
در گیاهان ریسه‌دار پیکره گیاه در ریشه و ساقه و برگ متمایز نشده است و بافتهای آوندی وجود ندارد. گامتها دارای دیواره سلولی بوده و تخم تا زمانی که در داخل دستگاه زایشی ماده محصور است به جنین پرسلولی مبدل نمی‌گردد.
این گروه گیاهی بسیار ساده، ابتدایی، غالباً تک‌سلولی و به اصطلاح پروتوفیت بوده و معمولاً تشکیل توده‌های سلولی به نام ریسه یا تال را می‌دهند. سلول‌های سازنده ریسه، همه یک‌شکل و یکنواخت و هریک مستقل از دیگری بوده و با آنکه در کنار هم قرار دارند، هیچگونه ارتباط فیزیولوژیکی بین آنها وجود ندارد، همچنین فاقد هرگونه اختصاصات بافتی هستند. ریسه یا تال تالوفیت‌ها بافت خاصی نیست و به همین علت هم این گروه گیاهی (تالوفیتها) را گیاهان سلولی می‌گویند.

## پیشینه
دانشمندی به نام اندلیچر در سال ۱۸۳۶، قارچها، جلبکها و گلسنگها را در یک گروه گیاهی به نام تالوفیتها قرار داد. در سال ۱۸۸۶ دانشمندی به نام ایشلر تمام عالم گیاهی را در چهار شاخه بریوفیتها (هپاتیکها و خزه‌ها)، تالوفیتها (قارچها، جلبکها، گلسنگها)، پتریدیوفیتها، اسپرماتوفیتها قرار داد.

## طبقه‌بندی
- ریسه‌داران کلروفیل‌دار (شامل جلبکها در ۱۰ شاخه).
- ریسه‌داران بدون کلروفیل (شامل شیزوفیتها و مایکوتا).
- گلسنگها (شامل قارچ + جلبک).